# UCI Women's World Tour 2018
UCI Women's World Tour 2018 er den tredje udgave af UCI Women's World Tour.

## Løb
| UCI Women's World Tour | UCI Women's World Tour | UCI Women's World Tour | UCI Women's World Tour                   | UCI Women's World Tour | UCI Women's World Tour | UCI Women's World Tour | UCI Women's World Tour | UCI Women's World Tour |
| Dato                   | #                      | Land                   | Løb                                      | Vinder                 | Toer                   | Treer                  | Førende rytter         |                        |
| ---------------------- | ---------------------- | ---------------------- | ---------------------------------------- | ---------------------- | ---------------------- | ---------------------- | ---------------------- | ---------------------- |
| 3. mar.                | 1                      | Italien                | Strade Bianche for kvinder               | Anna van der Breggen   | Katarzyna Niewiadoma   | Elisa Longo Borghini   | Anna van der Breggen   |                        |
| 11. mar.               | 2                      | Holland                | Ronde van Drenthe for kvinder            | Amy Pieters            | Alexis Ryan            | Chloe Hosking          | Anna van der Breggen   |                        |
| 18. mar.               | 3                      | Italien                | Trofeo Alfredo Binda-Comune di Cittiglio | Katarzyna Niewiadoma   | Chantal Blaak          | Marianne Vos           | Katarzyna Niewiadoma   |                        |
| 22. mar.               | 4                      | Belgien                | Classic Brugge-De Panne for kvinder      | Jolien D'Hoore         | Chloe Hosking          | Christine Majerus      | Katarzyna Niewiadoma   |                        |
| 25. mar.               | 5                      | Belgien                | Gent-Wevelgem for kvinder                | Marta Bastianelli      | Jolien D'Hoore         | Lisa Klein             | Jolien D'Hoore         |                        |
| 1. apr.                | 6                      | Belgien                | Flandern Rundt for kvinder               | Anna van der Breggen   | Amy Pieters            | Annemiek van Vleuten   | Amy Pieters            |                        |
| 15. apr.               | 7                      | Holland                | Amstel Gold Race for kvinder             | Chantal Blaak          | Lucinda Brand          | Amanda Spratt          | Chantal Blaak          |                        |
| 18. apr.               | 8                      | Belgien                | La Flèche Wallonne Féminine              | Anna van der Breggen   | Ashleigh Moolman-Pasio | Megan Guarnier         | Anna van der Breggen   |                        |
| 22. apr.               | 9                      | Belgien                | Liège-Bastogne-Liège for kvinder         | Anna van der Breggen   | Amanda Spratt          | Annemiek van Vleuten   | Anna van der Breggen   |                        |
| 26. – 28. apr.         | 10                     | Kina                   | Tour of Chongming Island                 | Charlotte Becker       | Shannon Malseed        | Anastasia Chursina     | Anna van der Breggen   |                        |
| 17. – 19. maj          | 11                     | USA                    | Tour of California for kvinder           | Katie Hall             | Tayler Wiles           | Katarzyna Niewiadoma   | Anna van der Breggen   |                        |
| 19. – 22. maj          | 12                     | Spanien                | Emakumeen Bira                           | Amanda Spratt          | Annemiek van Vleuten   | Anna van der Breggen   | Anna van der Breggen   |                        |
| 13. – 17. jun.         | 13                     | Storbritannien         | The Women's Tour                         | Coryn Rivera           | Marianne Vos           | Danielle Rowe          | Anna van der Breggen   |                        |
| 6. – 15. jul.          | 14                     | Italien                | Giro d'Italia Women                      | Annemiek van Vleuten   | Ashleigh Moolman-Pasio | Amanda Spratt          | Anna van der Breggen   |                        |
| 17. jul.               | 15                     | Frankrig               | La course by Le Tour de France           | Annemiek van Vleuten   | Anna van der Breggen   | Ashleigh Moolman-Pasio | Anna van der Breggen   |                        |
| 28. jul.               | 16                     | Storbritannien         | RideLondon Classique                     | Kirsten Wild           | Marianne Vos           | Elisa Balsamo          | Anna van der Breggen   |                        |
| 11. aug.               | 17                     | Sverige                | Vårgårda West Sweden - holdtidskørsel    | Boels Dolmans          | Sunweb                 | Cervélo Bigla          | Anna van der Breggen   |                        |
| 13. aug.               | 18                     | Sverige                | Vårgårda West Sweden - linjeløb          | Marianne Vos           | Kirsten Wild           | Lotta Lepistö          | Anna van der Breggen   |                        |
| 16. aug.               | 19                     | Norge                  | Ladies Tour of Norway, TTT               | Sunweb                 | Mitchelton-Scott       | Cervélo Bigla          | Anna van der Breggen   |                        |
| 17. – 19. aug.         | 20                     | Norge                  | Ladies Tour of Norway                    | Marianne Vos           | Emilia Fahlin          | Coryn Rivera           | Marianne Vos           |                        |
| 25. aug.               | 21                     | Frankrig               | Grand Prix de Plouay                     | Amy Pieters            | Marianne Vos           | Coryn Rivera           | Marianne Vos           |                        |
| 28. august – 2. sep.   | 22                     | Holland                | Simac Ladies Tour                        | Annemiek van Vleuten   | Ellen van Dijk         | Anna van der Breggen   | Annemiek van Vleuten   |                        |
| 15. – 16. sep.         | 23                     | Spanien                | La Vuelta España Femenina                | Ellen van Dijk         | Coryn Rivera           | Audrey Cordon-Ragot    | Annemiek van Vleuten   |                        |
| 21. okt.               | 24                     | Kina                   | Tour of Guangxi for kvinder              | Arlenis Sierra         | Hannah Barnes          | Sara Mustonen          | Annemiek van Vleuten   |                        |